# 桃錐尾蚜
桃錐尾蚜（学名：Tuberocephalus momonis）为常蚜科錐尾蚜屬下的一个种。